# Jan de Natris
Johannes Daniel ("Jan") de Natris (Amsterdam, 13 november 1895 – aldaar, 16 september 1972) was een Nederlands voetballer en atleet.

## Loopbaan
Hij was in vele opzichten een vreemde eend in de bijt: hij kwam uit een Amsterdams arbeidersmilieu (zijn voornaam werd ook als "Jen" uitgesproken), terwijl de meeste Nederlandse topvoetballers in zijn beginjaren uit de "betere kringen" kwamen. Hij begon zijn carrière bij Swift en kwam via Blauw Wit in 1914 bij Ajax terecht. Daar moest hij drie jaar wachten, voor hij een plaats in het eerste elftal kreeg. Dat hij iedere week bij het bestuur kwam vragen of hij voor zondag nu eindelijk was opgesteld, zal aan die lange wachttijd allicht hebben bijgedragen.
De Natris was ook uniek, omdat hij tweebenig was en met snelle rushes langs de zijlijn en passeerbewegingen een zeer moeilijke tegenstander was. Maar het meest opmerkelijk in de keurige vooroorlogse voetbalwereld was zijn onnavolgbare karakter. In zijn eerste seizoen in het eerste van Ajax had hij een belangrijke bijdrage in het bereiken van de kampioenswedstrijd. Maar op de dag dat de Amsterdammers hun eerste landstitel zouden halen, miste hij de trein naar Tilburg, wat hem op een boete van tien cent kwam te staan. En het volgende jaar miste hij opnieuw de kampioenswedstrijd vanwege een schorsing.
Hij debuteerde in het Nederlands elftal in 1920 in een vriendschappelijk duel tegen Denemarken en scoorde meteen. Hij maakte vervolgens deel uit van de ploeg op de Olympische Spelen in Antwerpen. Het elftal zou daar  brons winnen, maar ook dit maakte De Natris niet mee. De spelers waren ondergebracht in kleine woonboten op de Schelde en verveelden zich zo, dat ze met jam ingesmeerde grammofoonplaten over de rivier keilden. Toen De Natris en een paar andere spelers ook nog eens tot diep in de nacht de binnenstad van Antwerpen onveilig maakten, was voor de keurige bondsofficials de maat vol. Aanvankelijk werden De Natris en drie anderen geschorst, maar het team verklaarde zich met hen solidair, zodat zij weliswaar mochten blijven, maar hij en Jaap Bulder werden voor de volgende wedstrijden niet meer opgesteld.
Het volgende jaar zorgde hij opnieuw voor opschudding door, als eerste in Nederland, te pleiten voor de invoering van betaald voetbal. Lang na zijn actieve carrière, in 1953, zou hij nog kort een rolletje spelen bij de komst daarvan, als technisch adviseur van de "wilde" Nederlandse Beroeps Voetbalbond.
Met een onderbreking van één seizoen bij De Spartaan en vervolgens één seizoen bij Blauw Wit speelde De Natris tot 1925 voor Ajax. De dag voor aanvang van het nieuwe seizoen verraste hij vriend en vijand door naar Vitesse te vertrekken. Daar speelde hij drie seizoenen. In deze tijd speelde hij zijn 23e en laatste interland, opnieuw tegen Denemarken. Daarna volgde toch nog een seizoen bij Ajax, waarna hij in 1929 zijn carrière beëindigde.
Jan de Natris was ook een uitstekend atleet: met zijn persoonlijk record op de 100 m van 11,1 s behoorde hij in zijn tijd tot de top drie van Nederland. In het dagelijks leven was hij handelsreiziger in sanitair. In later jaren had zijn vrouw een sigarenzaak in Amsterdam. Over De Natris deden de wildste geruchten de ronde als zou hij, met name bij zijn overgang naar Vitesse, betaald zijn, maar dit is nooit bewezen.